# 邸下
邸下（ていか、저하、チョハ）は、高麗および朝鮮王朝時代に用いられた王世子及び王世孫に対する敬称である。この場合、「邸」は貴人の住む家であることを指し、「下」は身分の低い者が直接その地位の者を呼ぶのは失礼に値するという考え方のため、「下の取り次ぎの方を通して貴方のことをお呼び致します」という意味がこめられている。これは、陛下・殿下に対応するものである。
高麗が元に服属していた時期に用いられるようになったが、元の支配から独立した恭愍王の時代からしばらく用いられなくなった。しかしその後、朝鮮王朝時代には明の冊封国となり、国王が殿下と呼ばれるようになったため、王世子を邸下と呼ぶようになった。
韓国の時代劇が日本で放送される際、韓国語で「邸下」と呼んでいる部分は、字幕や吹き替えなどで「世子様」（セジャさま）と意訳することが多い。